# Mengzi

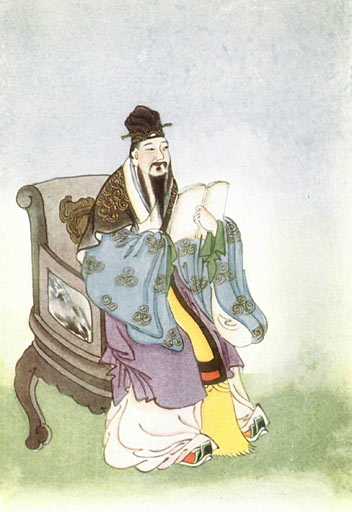
Mengzi (Phantasieporträt aus dem 20. Jahrhundert)

Mengzi („Meister Meng“, chinesisch 孟子, Pinyin Mèngzǐ, latinisiert Mencius oder Menzius; * um 370 v. Chr.; † um 290 v. Chr., also während der Zhou-Zeit) war der bedeutendste Nachfolger des Konfuzius (auch Kongzi). Er reformierte dessen philosophische Richtung und entwickelte sie weiter. So konnte der Konfuzianismus unter der Han-Dynastie zur chinesischen Staatsphilosophie aufsteigen. Mengzis Werk gilt bis heute als sehr bedeutend.

## Leben
Geboren wurde Mengzi in Zou (鄒), das im heutigen Shandong liegt, in einem Ort ganz in der Nähe des Geburtsorts von Konfuzius. Sein Geburtsname war Meng Ke (孟軻). Mengzis Vater starb schon sehr früh und seine Mutter Zhang (仉) erzog ihren Sohn daraufhin alleine. In China allbekannt ist die Geschichte, dass diese zweimal ihren Wohnsitz wechselte, damit der junge Mengzi in einer möglichst förderlichen Umgebung aufwachsen konnte (孟母三迁, mengmu sanqian). Zunächst lebte die Familie neben einem Friedhof. Mengzi spielte in der Nähe der Gräber und versuchte Bestattungen nachzuspielen. Die Mutter entschied sich daraufhin, in die Nähe eines Marktplatzes umzuziehen. Doch auch diese Umgebung des Geschäftemachens und des Marktgeschreis schien ihr für ihren Sohn unpassend. Letztendlich zog seine Mutter neben eine Schule.
Zur damaligen Zeit war es üblich, dass die Herrscher der einzelnen Reiche sich Gelehrte zur Unterhaltung an ihren Hof holten. Die Fürsten empfanden es als unterhaltsam, sich über philosophische Themen mit den Gelehrten auszutauschen. Ähnlich wie sein Vorbild Konfuzius reiste Mengzi so von Reich zu Reich, um seine Ideen und Lehren zu verbreiten. Mengzi allerdings versuchte dabei, primär die jeweiligen Fürsten zu beeinflussen, die seine Lehren umsetzen sollten. Mengzis Philosophie hat dadurch einen sehr praktischen Anspruch.
Wie Konfuzius bereiste auch Mengzi China vierzig Jahre lang und bot den Herrschern seinen Rat an. Er diente als Beamter von 319 bis 312 v. Chr. Um seinen Verpflichtungen als Sohn nachzukommen, ließ er sein öffentliches Amt für drei Jahre ruhen, als er den Tod seiner Mutter zu betrauern hatte. Enttäuscht davon, dass seine Bemühungen um Reformen so geringen Einfluss hatten, zog er sich aus dem öffentlichen Leben zurück.

## Philosophie
Mengzi unterscheidet sich von seinem Vorgänger u. a. durch die Aussage, dass eine ungerechte Herrschaft durch die Untertanen beendet werden darf, das sogenannte Prinzip des Gémìng (革命 – „Wechsel des Mandats, Revolution“). Mengzi vertritt ein positives Menschenbild; seiner Überzeugung nach ist der Mensch von Natur aus gut, und nur die Umwelt und die Emotionen entfernen ihn davon. Zum Umweltschutz lautet sein Rat an Herrscher:
Verbietest du den Gebrauch feingeknüpfter Netze in großen Teichen, dann werden dort mehr Fische und Schildkröten sein, als die Menschen essen können. Erlaubst du Äxte und Hacken im Wald nur zur richtigen Saison, dann wird es dort mehr Holz geben, als die Menschen nutzen können. (Mengzi, Kapitel 1A3)
Vor allem auf das Wirken von Mengzi ist es zurückzuführen, dass sich der Konfuzianismus nach dem Tod des Konfuzius im Widerstreit mit anderen philosophischen Schulen wie dem Daoismus oder dem Mohismus durchsetzen konnte.

### Die menschliche Natur
Während sich Konfuzius nicht explizit zum Wesen der menschlichen Natur geäußert hatte, ist dieses Thema eines der wichtigsten in Mengzis Philosophie.
Grundsätzlich geht Mengzi davon aus, dass die menschliche Natur gut sei (性善, xìngshàn). Diese These sollte später von Xunzi kritisiert werden, der die Auffassung vertrat, der Mensch sei von Natur aus schlecht (性惡, xìng’è). Mengzi begründet seine Hypothese zunächst mit der Feststellung, dass alle Menschen einander ähnlich seien, weil sie zur selben Art gehören. Er argumentiert dabei mit den menschlichen Sinnen. Alle Menschen hielten ähnliche Speisen für schmackhaft, die Augen empfänden alle ähnliche Dinge als schön und die Ohren hören ebenfalls alle gerne ähnliche Töne und Musik. Mengzi schließt daran die rhetorische Frage an, ob es dann sein könne, dass die Menschen einzig in ihrem Geist so unterschiedlich seien.
Daraufhin versucht er zu erklären, warum die Menschen so ähnlich sind und erklärt Vernunft (理,  lǐ) und Rechtschaffenheit (義 / 义,  yì) (teilweise auch übersetzt als Pflicht) als die dem zugrunde liegende Prinzipien.
Mengzi fährt in Kapitel 2A6 fort und erklärt, dass vier grundlegende Veranlagungen in jedem Menschen zu finden seien:
- Mitleid (惻隱之心,  cèyǐn zhī xīn)
- Scham (羞惡之心,  xiūwù zhī xīn)
- Ehrerbietung (辭讓之心,  círàng zhī xīn)
- und die Fähigkeit zur Unterscheidung von Gut und Schlecht (是非之心,  shìfēi zhī xīn).

Diese wiederum führen zu den vier Tugenden des Menschen:
- Mitleid zur Mitmenschlichkeit (仁,  rén)
- Schamgefühl zur Gerechtigkeit/Pflicht (義 / 义,  yì)
- Ehrerbietung zur Höflichkeit/Sitte (禮 / 礼,  lǐ)
- Unterscheidungsfähigkeit zur Weisheit (智,  zhì)

Als herausgehoben stellt sich das Mitleid dar, das zu den drei anderen führt. Mengzi stellt seine Behauptung, dass das Mitleid angeboren sei, mithilfe eines Bildes von einem Kind dar, das im Begriff ist, in einen Brunnen zu fallen. Er führt aus, dass jeder angesichts dieser Szene Besorgnis sowie Trauer und Schmerz empfinde. Dabei spielten Gedanken an eine mögliche Belohnung der Eltern oder ein höheres Ansehen im Dorf keine Rolle. Der Beobachter habe vielmehr keine Hintergedanken. Mengzi schließt daraus, dass der Mensch die Fähigkeit des Mitleids von Geburt an hat.
Für Mengzi ist der Mensch sowohl egoistisch als auch altruistisch. Die allen gemeinsame gute Natur allerdings besteht von Geburt an. Äußere Einflüsse und Verhältnisse können aber zu Unterschieden führen und die ursprünglich guten Eigenschaften verändern. Dadurch werden die Menschen erst schlecht. Diese äußeren Umstände hängen mit der Zeit, den historischen Gegebenheiten und auch den aktuellen wirtschaftlichen Verhältnissen zusammen.
Darüber hinaus verlieren die Menschen ihre angeborene Güte auch, wenn sie sie nicht ständig anwenden und trainieren. Auch erhält der Mensch eine gewisse moralische Erfrischung durch den Schlaf. Er regeneriert sich zumindest teilweise. Allerdings reicht diese Regeneration meistens nicht aus, um die schlechten Einflüsse, die sich über den Tag gesammelt haben, wieder auszugleichen. Mengzis Vorstellung von der Tugend hat gewisse Parallelen zum Sport. Ganz verlieren kann er sie zwar nicht, aber ein regelmäßiges Training ist zwingend erforderlich. Es ist dabei nötig, seine Wünsche und Leidenschaften zu zügeln. Handelt man so, erlangt man „Gleichmut“ und „Seelenruhe“. Mengzi behauptet, dieses mit 40 Jahren erreicht zu haben.
Bildung spielt bei Mengzi die wohl wichtigste Rolle, um wieder zu einer guten moralischen Verfassung zurückzufinden, was er in der Aussage „Das Ziel des Studiums ist kein anderes als die Suche nach dem verlorenen Herzen.“ (學問之道無他，求其放心而已矣。Mengzi, Kapitel 6A11) auszudrücken versucht. Die Möglichkeit zum Lernen ist für ihn auch der einzige Unterschied des Menschen zum Tier. Erst dadurch wird der Mensch zum Menschen.
Bildung ist für Mengzi nur rein moralische Bildung und hat somit nichts mit dem modernen Konzept zu tun. Anhäufung von Wissen ist nicht in seinem Sinne. Schulen und andere Bildungseinrichtungen sind somit auch vielmehr moralische Erziehungsheime.

### Li (利) und Yi (义) – Profit und Rechtschaffenheit
Mengzi stellt sich gegen den Utilitarismus der Mohisten. Er begründet dies ebenfalls mit seiner Theorie von den vier angeborenen Fähigkeiten bzw. Tugenden. Da sie von Beginn an da sind, dürfen sie auch nicht ausgeübt werden, um sich damit nur materiellen Profit zu erarbeiten. Mengzi sieht die Sachlage andersherum: Wenn sich die Menschen tugendhaft nach dem Prinzip der Rechtschaffenheit (义) verhalten, wird der Profit automatisch kommen, so wie ein Künstler in erster Linie ein Kunstwerk herstellt und die Ideen und Gefühle des Künstlers selbst ausdrückt. Nur quasi als Nebenprodukt gefällt es dann seinen Betrachtern.
Mengzi definiert allerdings nirgendwo in seinem Werk den genauen Unterschied zwischen Profit und Rechtschaffenheit. Trotzdem kann man insgesamt von einer Einstellung gegen den puren Utilitarismus ausgehen, was am Beispiel seiner Äußerungen zu Bestattungen deutlich wird. Während sich dabei die Mohisten auch vielmehr mit eher simplen Begräbnissen zufriedengeben, spricht sich Mengzi für eine größere Ehrung der Toten aus, denn nur diese stelle die Hinterbliebenen auch wirklich zufrieden.

## Übersetzungen
Die erste deutsche Gesamtübersetzung fertigte Richard Wilhelm unter dem Titel Mong Dsi (Mong Ko) bereits im Jahre 1916 an. Sie wird auch als Mong Dsi. Die Lehrgespräche des Meisters Meng K'o (ISBN 978-3-7374-0967-4; Mengzi bei Zeno.org.) vertrieben. Neuere deutsche Auswahlübersetzungen sind:
- Henrik Jaeger: Menzius. Dem Menschen gerecht. Ein Lesebuch. Zürich, Ammann 2010, ISBN 978-3-250-10528-2 und
- Wolfgang Kubin: Meng Zi. Reden und Gleichnisse. Herder, Freiburg 2012, ISBN 978-3-451-30503-0.

Wichtige englische Übersetzungen stammen von D. C. Lau und James Legge.